# War Office

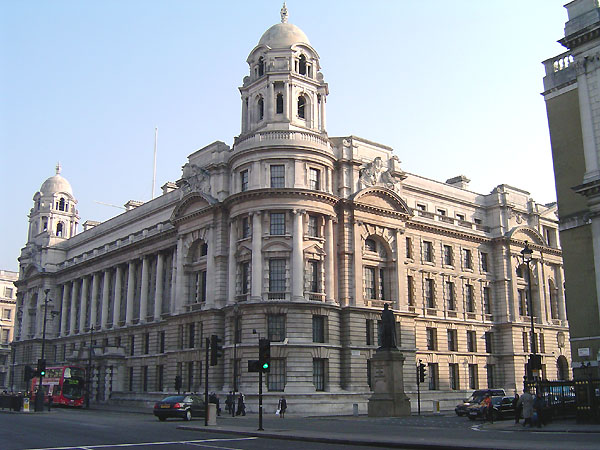
Stary budynek siedziby War Office w Londynie

War Office – wydział brytyjskiego rządu odpowiedzialny za administrację armii w latach 1857-1964, kiedy to jego funkcje zostały przekazane Ministerstwu Obrony.
Do 1855 roku funkcjonował szereg niezależnych urzędów i osób odpowiadało za różne aspekty administracji armii. Trzema najważniejszymi były: Commander-in-Chief of the Forces, Secretary at War oraz Secretary of State for War. 
Nazwa War Office pochodzi od dawnej siedziby departamentu, budynku biurowego War Office, który znajduje się na skrzyżowaniu Horse Guards Avenue i Whitehall w centrum Londynu. W sierpniu 2013 roku Ogłoszono, że dawny budynek biurowy War Office zostanie sprzedany na wolnym rynku.